# Тереза Мекленбург-Стрелицкая
Тереза Матильда Амалия Мекленбургская (нем. Therese Mathilde Amalia zu Mecklenburg; 5 апреля 1773, Ганновер — 12 февраля 1839, замок Таксис близ Дишингена) — герцогиня Мекленбург-Стрелицкая, супруга князя Карла Александра Турн-и-Таксиса. Благодаря её инициативе и дипломатическим способностям почта Турн-и-Таксис продолжила своё существование после медиатизации княжеского дома Турн-и-Таксис по заключительному постановлению имперской депутации 1803 года в ходе образования в 1806 году Рейнского союза и связанной с ним ликвидации Имперской почты. Как и её сестра королева Пруссии Луиза, Тереза не смогла добиться своих целей на встрече с Наполеоном, но на Венском конгрессе ей удалось отстоять интересы дома Турн-и-Таксис.

## Биография
Тереза — третья дочь от первого брака Карла II, герцога Мекленбург-Стрелица, с Фридерикой Каролиной Луизой Гессен-Дармштадтской. После смерти матери в 1782 году юные годы Терезы прошли в доме бабушки Марии Луизы Альбертины Лейнинген-Дагсбург-Фалькенбургской в Дармштадте, где она воспитывалась вместе с сёстрами Шарлоттой, Луизой и Фридерикой.
В 1786 году в дармштадтской резиденции Турн-и-Таксис Тереза познакомилась с наследным принцем Турн-и-Таксис Карлом Александром, путешествовавшим по Европе. Предполагалось, что Тереза выйдет замуж за наследника британского трона, но отец Карла Александра князь Карл Ансельм Турн-и-Таксис попросил руки Терезы для своего сына у её тётки, королевы Великобритании Софии Шарлотты. Согласие на брак Терезы с католиком было дано при условии, что Тереза сохранит своё протестантское вероисповедание. Свадьба 16-летней Терезы с 19-летним Карлом Александром Турн-и-Таксисом состоялась 25 мая 1789 года в Нойштрелице. По случаю торжества состоялась премьера музыкальной пьесы с танцами «Праздник Германии» Георга Бернхарда Леопольда Целлера.
У супругов в 1790—1805 годы родилось семеро детей, трое из которых умерли в детском возрасте:
- Шарлотта Луиза (1790)
- Георг Карл (1792—1795)
- Мария Терезия (1794—1874), замужем за Паулем III Антоном Эстерхази де Галанта
- Луиза Фридерика (1798)
- Мария София Доротея (1800—1870), замужем за Паулем Вильгельмом Вюртембергским, сыном Евгения Фридриха Генриха Вюртембергского
- Максимилиан Карл (1802—1871), женат на Вильгельмине Каролине Кристиане Генриетте фон Дёрнберг, позднее на принцессе Матильде Софии Эттинген-Эттингенской
- Фридрих Вильгельм (1805—1825).

## Политическая деятельность
До 1797 года супруги проживали во дворце Турн-и-Таксисов во Франкфурте-на-Майне. Вместе с мужем Тереза вскоре приняла на себя представительские функции, поскольку здоровье её свёкра, действующего генерал-почтмейстера и представителя императора Священной Римской империи в постоянном имперском сейме рейхстага в Регенсбурге, ослабевало. В 1797 году после его отставки пост представителя в рейхстаге занял супруг Терезы Карл Александр. Ещё до этого назначения Тереза участвовала в управлении домом, поместьями и почтой, а также занималась искусством и литературой. В её литературном салоне бывали поэты и писатели, например, Жан Поль, Фридрих Рюккерт, Иоганн Каспар Лафатер и Фридрих Готлиб Клопшток Политическая активность Терезы стала проявляться только после ставшего очевидным заката Имперской почты, постановления имперской депутации 1803 года, медиатизации княжеского дома Турн-и-Таксис и утраты титула генерал-почтмейстера при Наполеоне и в особенности после смерти её свёкра в 1805 году. С этого момента она стала защищать суверенитет дома Турн-и-Таксис и традиционные почтовые права. В 1806 году она вела переговоры со своим зятем, королём Пруссии Фридрихом Вильгельмом III, Карлом Теодором Дальбергом, бывшим курфюрстом Майнца и князем-епископом в Регенсбурге, а в 1807 году впервые встретилась с Наполеоном. Она вела переговоры с королём Максимилианом I Иосифом в Мюнхене, убеждая его отказаться от огосударствления почты Турн-и-Таксис. В 1808 году она представляла дом Турн-и-Таксис на Эрфуртском конгрессе. В её салоне состоялась тайная встреча царя Александра I с Талейраном.
После неудачи на переговорах в Эрфурте в конце 1809 года Тереза отправилась в Париж, чтобы там обсудить с Наполеоном будущий статус дома Турн-и-Таксис, отмену медиатизации и восстановление почтовых прав. Сохранилась относящаяся к этому времени переписка Терезы с мужем, в которой тот сокрушается об обеднении дома Турн-и-Таксис и призывает Терезу к экономности. В беседе с Наполеоном Тереза даже предложила переезд дома Турн-и-Таксис в Париж. Однако ей не удалось добиться каких-либо положительных результатов, вероятно, и потому, что в руки французской цензуры попала её переписка с сестрой Луизой, королевой Пруссии.
После поражения и ссылки Наполеона с 1814 года княгиня Тереза представляла дом Турн-и-Таксис на Венском конгрессе, и многие раунды политических переговоров между царём Александром I, Талейраном, князем Меттернихом и другими важными политическими фигурами состоялись в её салоне. Не в последнюю очередь благодаря её действиям в статье 17 конституции Германского союза 1815 года получили законное подтверждение сборы, взимаемые бывшими почтовыми отделениями дома Турн-и-Таксис во многих государствах Германского союза. Государства, создавшие свою собственную почтовую службу или планировавшие её создать, были обязаны выплатить соразмерную компенсацию.

## Роман

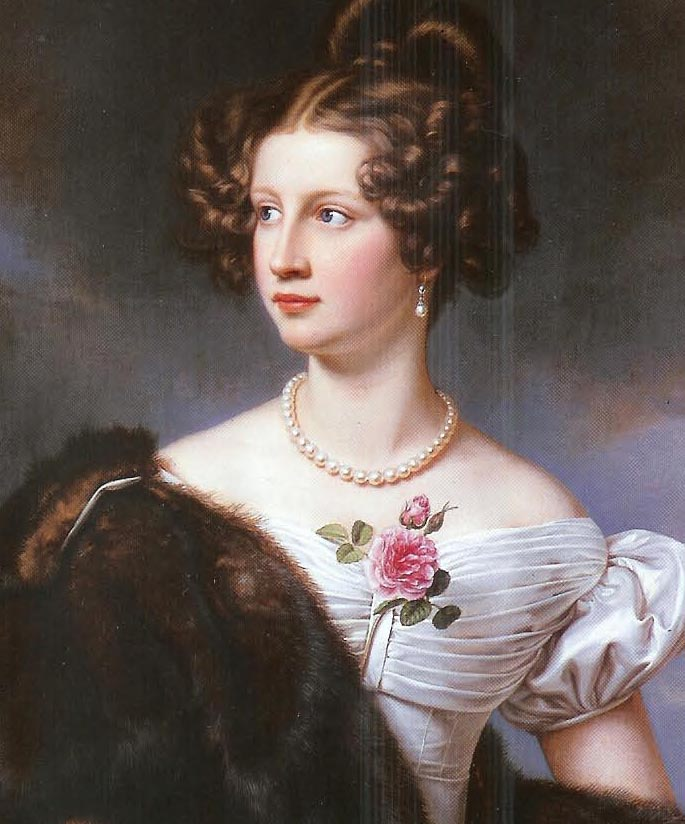
Амалия Крюденер. Портрет работа Штилера в Галерее красавиц. 1828

Супруг Терезы Карл Александр интересовался охотой больше, чем проблемами существования дома Турн-и-Таксис, и в том числе по причине этой его «политической неспособности и бездействия» брак Терезы с Карлом Александром погрузился в кризис. У Терезы завязался длительный роман с баварским дипломатом графом Максимилианом фон Лерхенфельдом, который имел свои последствия. В 1808 году она родила дочь Амалию, которая была записана в регенсбургском реестре рождённых как «Амалия Штаргардская». Графиня Лерхенфельд взяла её на воспитание и удочерила.

## Вдова
После смерти мужа 15 июля 1827 года княгиня Тереза удалилась в свои владения в замок Таксис близ Дишингена, но продолжала своими советами помогать сыну Максимилиану Карлу, ставшему после смерти отца во главе семейного дома, унаследовав его поместья и встав во главе частной почты Турн-и-Таксис. Вдова предавалась своим научным и художественным интересам, занималась коллекцией графики и библиотекой. Княгиня Тереза умерла 12 февраля 1839 года в замке Таксис и была похоронена в склепе регенсбургского дворца Турн-и-Таксис.

## Значение в литературе и искусстве
- Фридрих Готлиб Клопшток (1724—1803) посвятил Терезе свою оду «Памятник»[11] с пометкой: «Наследная принцесса Турн-и-Таксис, урождённая герцогиня Мекленбург-Стрелицкая, не назвав себя, прислала мне очень красивую миниатюру на сюжет битвы Арминия. Выбор сюжета превосходил картину, а их обоих — сопроводительное письмо»[12].
- Жан Поль посвятил свой четырёхтомный роман «Титан» Терезе и трём её сёстрам, «четырём богиням в человеческом облике Афродите, Аглае, Эфрозине и Талии», «четырём прекрасным и благородным сёстрам на троне»[5].
- Франсуа Жерар написал портрет Терезы в 1810 году.